# Йоргос Папаконстантіну
Йоргос Папаконстантіну (грец. Γιώργος Παπακωνσταντίνου; нар. 30 жовтня 1961, Афіни) — грецький економіст, політик, член партії ПАСОК; колишній міністр охорони навколишнього середовища, енергетики та змін клімату Греції та міністр фінансів Греції.

## Біографія
Економічну освіту Йоргос Папаконстантіну здобув у Лондонській школі економіки та політичних наук. Продовжив післядипломну освіту і отримав ступінь магістра в галузі економіки Нью-Йоркський університет, а також кандидатський ступінь PhD з економіки в Лондонській школі економіки.
Після навчання впродовж 10 років (1988—1998) працював старшим економістом Організації економічного співробітництва та розвитку в Парижі. 1998 року Папаконстантіну повернувся до Греції і був призначений радником колишнього прем'єр-міністра Костаса Сімітіса з питань інформаційного суспільства.
За два роки Папаконстантіну призначили Спеціальним секретарем з питань інформаційного суспільства в Міністерстві економіки і фінансів Греції (період 2000—2002 років). У період з 2002 по 2004 рік він служив членом Ради економічних консультантів Міністерства економіки і фінансів, був членом ради директорів OTE (Грецька організація електрозв'язку), і представником Греції в Комітеті Європейському Союз з питань економічної політики. У 2003 році він координував «Лісабонську стратегію» економічних і соціальних реформ під час головування Греції в ЄС.
В період між 2004 і 2007 роками, Папаконстантіну служив економічним радник президента ПАСОК Георгіоса Папандреу, молодшого. Він також був членом ради директорів Інституту стратегічних досліджень та розвитку (ISTAME), аналітичного центру ПАСОК з 2005 по 2008 рік. З 2003 по 2007 рік Йоргос Папаконстантіну також викладав економіку на кафедрі проблем управління науки і техніки Афінського університету економіки і бізнесу, радником Європейської комісії з питань наукових досліджень та інформаційного суспільства, брав участь у різних міжнародних дослідницьких проектах.
В травні 2005 року Папаконстантіну обраний членом Національної ради ПАСОК. У вересні 2007 він був обраний депутатом Парламенту Греції від муніципалітету Козані, а згодом призначений прес-секретарем ПАСОК з березня 2008 року.
Йоргос Папаконстантіну очолював список кандидатів від ПАСОК до Європейського парламенту в на «європейських» виборах 2009 року і був обраний депутатом Європарламенту в червні 2009 року. У жовтні 2009 він призначений Міністром фінансів в уряді, сформованому прем'єр-міністром Йоргосом Папандреу після дострокових національних парламентських виборів.
Від 17 червня 2011 року міністр охорони навколишнього середовища, енергетики та змін клімату Греції.